# Бабинська сільська рада (Гощанський район)
Ба́бинська сільська́ ра́да — орган місцевого самоврядування в Гощанському районі Рівненської області. Адміністративний центр — село Бабин.

## Загальні відомості
- Бабинська сільська рада утворена в 1940 році.
- Територія ради: 29,266 км²
- Населення ради: 2 674 особи (станом на 2001 рік)
- На території сільради знаходиться ставок Бабино-Томахівського цукрозаводу.

## Населені пункти
Сільській раді підпорядковані населені пункти:
- с. Бабин
- с. Підліски

## Склад ради
Рада складається з 20 депутатів та голови.
- Голова ради: Гречич Олег Степанович
- Секретар ради: Єхало Галина Петрівна

### Керівний склад попередніх скликань
| ПІБ                      | Основні відомості                                    | Дата обрання | Дата звільнення |
| ------------------------ | ---------------------------------------------------- | ------------ | --------------- |
| Ковальчук Юрій Дмитрович | Сільський голова, 1968 року народження, безпартійний | 26.03.2006   | 31.10.2010      |
| Гречич Олег Степанович   | Сільський голова, 1970 року народження, безпартійний | 31.10.2010   |                 |

Примітка: таблиця складена за даними сайту Верховної Ради України